# Saint-Brice (Charente)
Saint-Brice è un comune francese di 1 094 abitanti situato nel dipartimento della Charente, nella regione della Nuova Aquitania.

## Società

### Evoluzione demografica
Abitanti censiti